# Catasetum crinitum
Catasetum crinitum är en orkidéart som beskrevs av Jean Jules Linden. Catasetum crinitum ingår i släktet Catasetum och familjen orkidéer. Inga underarter finns listade i Catalogue of Life.